# Pedinorrhina recurva
Pedinorrhina recurva är en skalbaggsart som beskrevs av Fabricius 1801. Pedinorrhina recurva ingår i släktet Pedinorrhina och familjen Cetoniidae. Inga underarter finns listade i Catalogue of Life.